# Karl von Freyburg

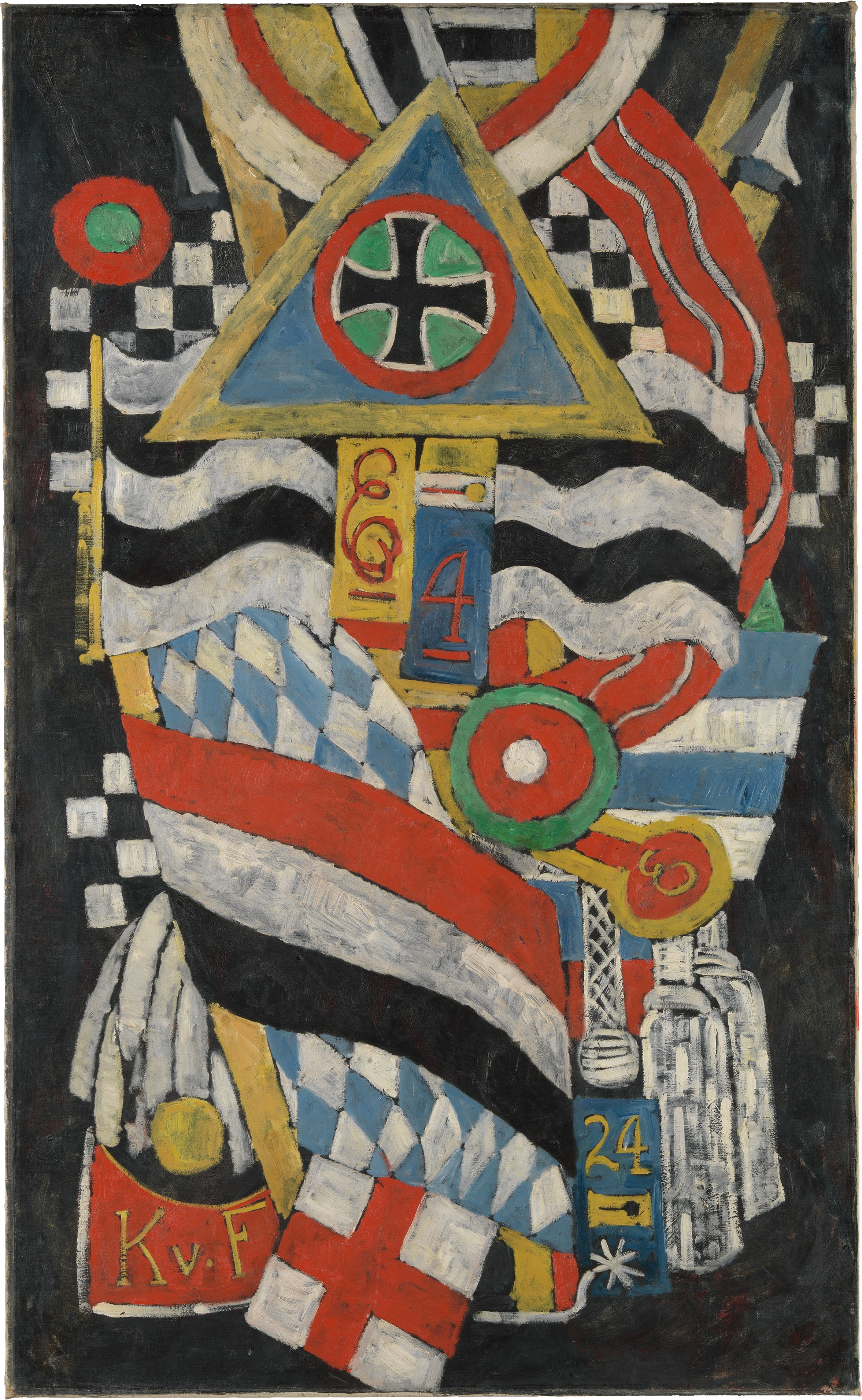
Marsden Hartley: Portrait of a German Officer (1914), Metropolitan Museum of Art

Karl Ferdinand von Freyburg, auch Carl von Freyburg (* 15. Juli 1889 in Flensburg; † 7. Oktober 1914 in Gommecourt, Département Pas-de-Calais) war ein deutscher Offizier und Freund Marsden Hartleys.

## Leben
Karl von Freyburg entstammte dem mecklenburgischen Adelsgeschlecht (Schlottmann) von Freyburg, das seit Generationen Offiziere in preußischen Diensten gestellt hatte. Sein Vater Paul von Freyburg (1845–1919) brachte es in der preußischen Armee bis zum Major, seine Mutter Helene Luise Olivia, geb. Horn (1856–1936) stammte aus Westpreußen. Zum Zeitpunkt seiner Geburt diente sein Vater im Infanterie-Regiment „Herzog von Holstein“ (Holsteinisches) Nr. 85 und war Bezirksoffizier beim Landwehr-Bezirk Flensburg. Karl war das zweite von fünf Kindern und der einzige Sohn.
Karl von Freyburg wurde in die Preußische Hauptkadettenanstalt in Berlin-Lichterfelde aufgenommen und diente im Pagenkorps am preußischen Hof; 1908 war er Leibpage der Prinzessin Louise Sophie von Schleswig-Holstein-Sonderburg-Augustenburg, der Frau von Friedrich Leopold von Preußen. Nach Abschluss der Kadettenanstalt trat er in das 4. Garde-Regiment zu Fuß ein. Mit Rangdienstalter vom 19. Juni 1908 wurde er zum Leutnant ernannt.

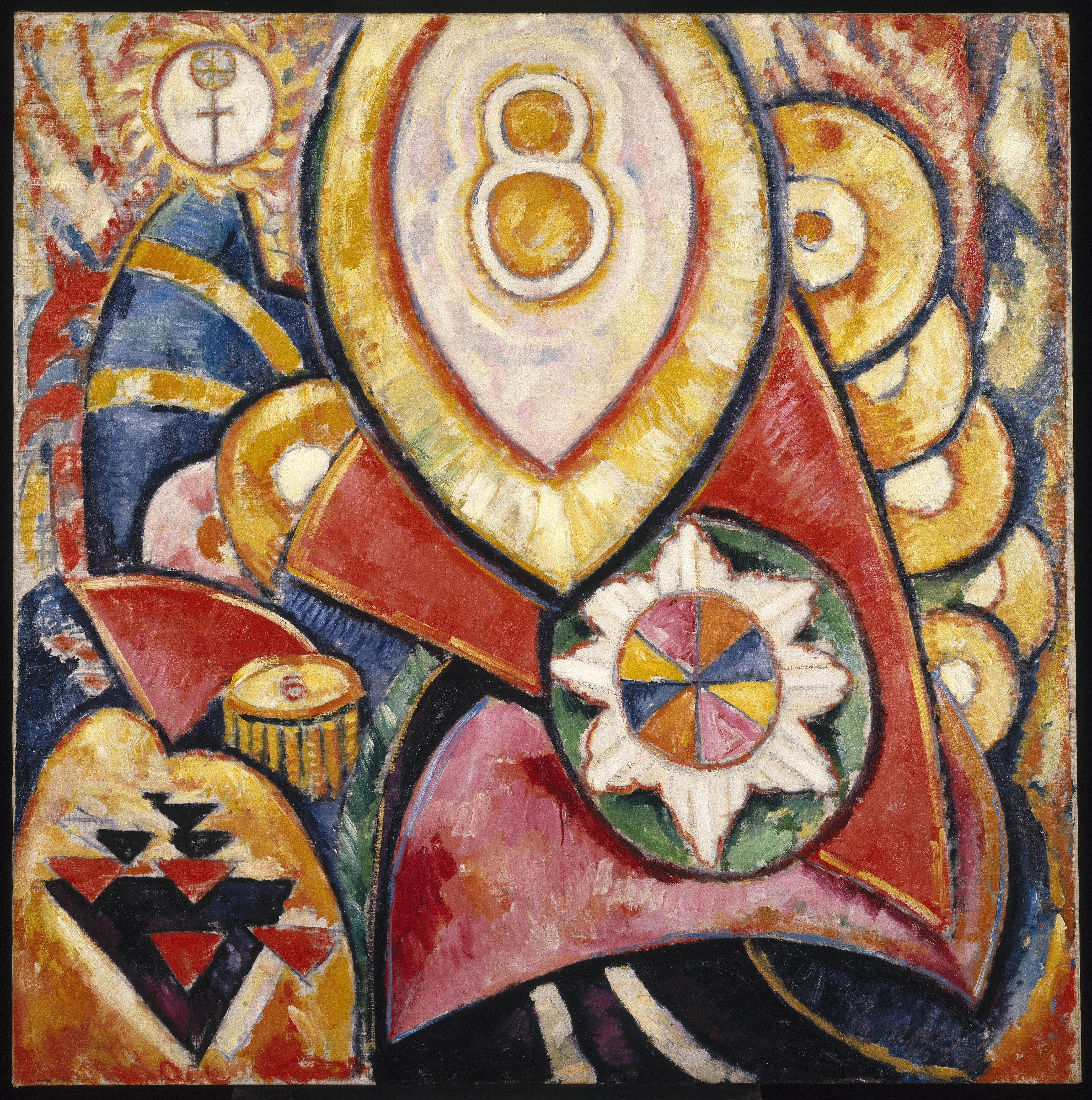
Marsden Hartley: Painting No. 48 (Berlin, 1913), Brooklyn Museum

1912 besuchte er seinen Cousin, den Bildhauer Arnold Rönnebeck in Paris, wo dieser im Künstlerkreis um Gertrude Stein verkehrte. Hier lernte er den amerikanischen Maler Marsden Hartley kennen. Nach einem kurzen Gegenbesuch im Januar 1913 in Berlin entschloss sich Hartley, länger nach Berlin zu kommen. Er blieb hier (mit Unterbrechungen) vom Mai 1913 bis zum Dezember 1915. Es entstand eine tiefe Freundschaft und möglicherweise Liebesbeziehung zu von Freyburg bzw. eine Dreiecksbeziehung zwischen Hartley, Rönnebeck und Freyburg. Hartley wandte sich von seinem bisher gepflegten Stil der Landschafts- und Stillleben-Malerei ab, er knüpfte Kontakte zur deutschen Avantgarde und pflegte besonders intensiven Austausch mit Wassily Kandinsky und Franz Marc, deren künstlerisches Schaffen, neben Kubismus und Orphismus, für Hartleys Arbeit bestimmend wurde. Es entstand eine Reihe von Gemälden, die zuerst von Hartleys Förderer Alfred Stieglitz in seiner New Yorker Galerie 291 gezeigt wurde und heute als Ikonen der amerikanischen Avantgarde gelten. In ihnen malte Hartley sowohl figurative (The Warriors. 1913) wie zunehmend abstrakte Darstellungen des preußischen Militärs, das er als Ausdruck kraftvoller Maskulinität tief bewunderte. Georgia O’Keeffe hingegen fand, die Bilder seien in Komposition und Farben viel zu laut, wie eine Blaskapelle in einem kleinen Wandschrank.

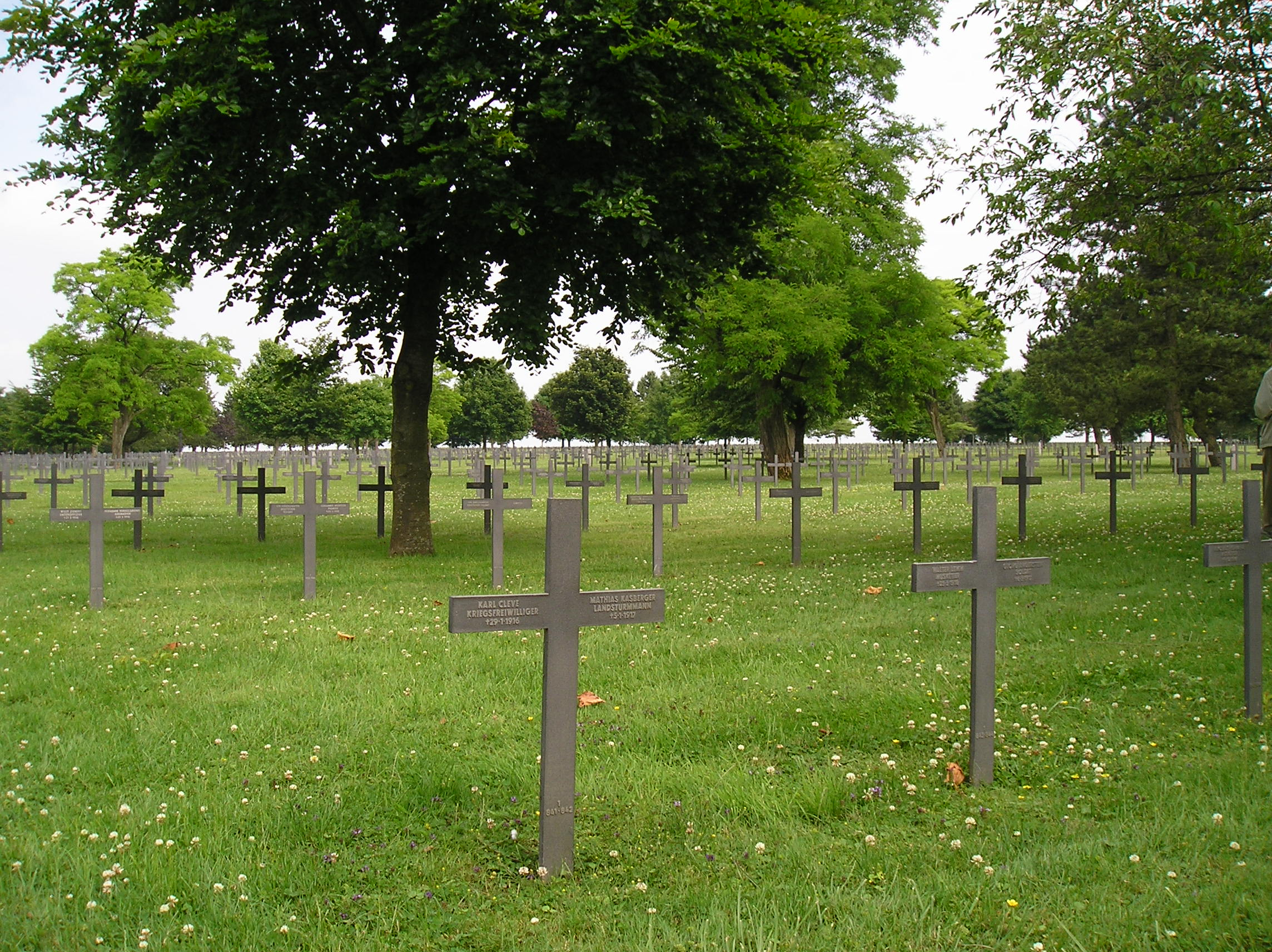
Deutscher Soldatenfriedhof Neuville-Saint-Vaast

Zu Beginn des Ersten Weltkriegs wurde von Freyburg, der offenbar zwischenzeitlich als Leutnant der Reserve aus dem Militär ausgeschieden war, reaktiviert. Mit seinem Regiment marschierte er am 12. August 1914 in Belgien und am 26. August 1914 in Frankreich ein. Als Zugführer eines Maschinengewehr-Zugs überlebte er die Schlacht an der Marne (1914) und wurde mit dem Eisernen Kreuz ausgezeichnet, fiel jedoch am 7. Oktober in der Schlacht bei Arras beim Wettlauf zum Meer. Karl von Freyburg wurde auf dem Deutschen Soldatenfriedhof in Neuville-Saint-Vaast begraben.

## Nachwirkung
Marsden Hartley verarbeitete den Kriegstod von Freyburgs, der ihm sehr naheging, in einer Reihe von zwölf symbolischen Gemälden, der War Motif-Serie. Diese Gemälde, darunter Portrait of a German Officer, das heute als Stiftung von Alfred Stieglitz im Metropolitan Museum in New York City hängt, gelten heute als die besten seines gesamten malerischen Schaffens. In ihnen stilisiert er mit ikonenhafter, aber abstrakter Komposition den gefallenen Freund zu einem modernen Märtyrer.
In einem Brief an den Kunstsammler und Mäzen Duncan Phillips (1886–1966), den Gründer der Phillips Collection, gab Rönnebeck Jahre später, vermutlich 1944, Hinweise zum Verständnis der benutzten Symbolik wie dem Eisernen Kreuz und der Zahlen, die immer wieder zur Entschlüsselung herangezogen wurden und werden. Die neuere Forschung weist jedoch auf die Bedingtheit auch dieser Interpretation und die Möglichkeiten multipler Lesarten mit anderen Ergebnissen hin. Hartley selbst insistierte im Begleittext zur Ausstellung in der Galerie 291. 1916, dass überhaupt kein Symbolismus und keine Intention in seinen deutschen Gemälden stecke und dass sie purely pictorial seien – was schon bei den zeitgenössischen Kritikern auf Irritation stieß und in der neueren Forschung als bewusste Schutzbehauptung angesichts der wachsenden anti-deutschen Stimmung in den USA und der zu verbergenden homosexuellen Konnotation der Gemälde gesehen wird.
Am 7. Oktober 1989, 75 Jahre nach Freyburgs Tod, begann Robert Indiana an der ersten von insgesamt 18 Leinwänden seiner Hartley Elegies zu arbeiten. Sie trägt den Titel KvF I und ist eine hard-edge-Paraphrase auf Hartleys Portrait im Metropolitan Museum.